# Bothriophorus atomus
Bothriophorus atomus är en skalbaggsart som beskrevs av Étienne Mulsant och Claudius Rey 1852. Bothriophorus atomus ingår i släktet Bothriophorus och familjen lerstrandbaggar. Inga underarter finns listade i Catalogue of Life.